# Ponta Tutolo
Ponta Tutolo ist ein Kap auf der osttimoresischen Insel Atauro, die der Landeshauptstadt Dili vorgelagert ist. Es befindet sich im Westen der Insel im Suco Beloi. Das Ponta Tutolo begrenzt die östlich gelegene Baia de Atecru, in der das Dorf Atecru liegt.